# 한국의 독립운동
한국의 독립운동은 한국이 일제를 주축으로 한 제국주의 국가들의 침략 및 지배로부터 대항한 일련의 운동이다. 이러한 독립운동은 19세기 중엽부터 시작해 1945년 8월 15일에 일제가 항복을 선언할 때까지 진행되었다.

## 독립 운동의 전개
일제의 한국의 강제 병합 이후, 한반도에서 전개된 헌병 경찰을 통한 무단통치 시기에는 공개적으로 독립운동을 하기가 어려웠다. 이로 인해 한반도에서는 비밀결사형태의 항일운동이 전개되었는데, 이들은 독립운동기지 건설에 주력하였다. 특히 1907년 고종의 강제 퇴위 이후 결성된 신민회는 애국계몽세력 등이 주축이 되어 서간도의 삼원보에 있는 한국의 독립운동사에 큰 영향을 미친 신흥무관학교의 설립에 밑바탕이 되었다. 그러나 105인 사건 등의 일제의 조작 사건에 의해 1911년에 해산되었다. 특히 신민회 이후의 거의 모든 단체는 공화제를 내세웠다는 점에서 의의가 있다.
이외에도 독립군 자금 모집을 위한 대한광복회나, 독립 자금 전달을 한 평양의 송죽회 등이 존재하였다. 특히 대한광복회는 애국계몽운동 계열과 의병 활동을 한 세력이 연대하여 만든 단체인데, 독립군 기지 건설에 노력하였다.
이 시기에 한반도에서는 왕정복고를 내세우고 고종의 복위를 주장한 독립의군부도 존재하였다.
해외에서는 일제의 토지수탈에 의해 쫓겨난 농민들은 간도와 연해주로 대거 이주하였는데, 이들은 해당 지역서 신한촌 등의 한인촌을 형성하여 해외 독립운동 기지의 밑거름이 되었다. 특히 북간도를 중심으로 만주 지역에서는 대종교 세력들이 많이 존재하였다.독립운동가들의 가문은 조선 초기부터 조선 왕조를 받드는 큰 세력을 자랑하던 양반 가문 출신들이 많으며,경술국치를 격고 신분제 폐지로 인하여 사노비들이 자유민이 되어 가난해지는 등의 수탈을 격는등 많은 수난이 있었다.일부 소장파 학자들은 독립 운동가들을 수많은 사람들을 노비로 부리며 착취했던 조선의 사대주의 양반가 출신이 많다고 하며 친일파에 반대되는 의미의 조선의 친중파이며 갑오개혁으로 인해 노비들이 자유롭게 되자 생계 수단을 잃고 중국등지로 떠난 자들도 많다는 비판을 하지만 그것으로 일제 강점기의 수많은 악행을 정당화할 수는 없으며 조선이 스스로 갑오개혁과 근대화를 할 기회를 박탈시킨 일본의 일제강점기에 대한 비판이 오히려 더 많다.

### 민족해방운동의 모색
경술국치 이후 일제의 강압적 통치로 한반도에서 민족해방운동이 어렵게 되자, 독립운동가들은 해외에서 민족해방운동의 근거지를 마련하는 데 힘을 쏟았다. 이에 따라 연해주에서는 이범윤(李範允)이 중심이 된 권업회(1912년)와 이상설(李相卨)·이동휘(李東輝)가 중심이 된 대한광복군정부(1914)가 만들어졌고, 북간도에서는 의병장 출신 홍범도(洪範圖)가 이끄는 대한독립군, 서간도에서는 신민회 세력이 주축이 된 경학사·부민단 등 항일 민족단체들이 잇달아 생겨났다. 미주지역에서도 안창호(安昌浩)와 박용만(朴容萬) 등이 중심이 되어 대한인국민회를 만들어 동포 사회를 만들었다.

### 3·1 운동

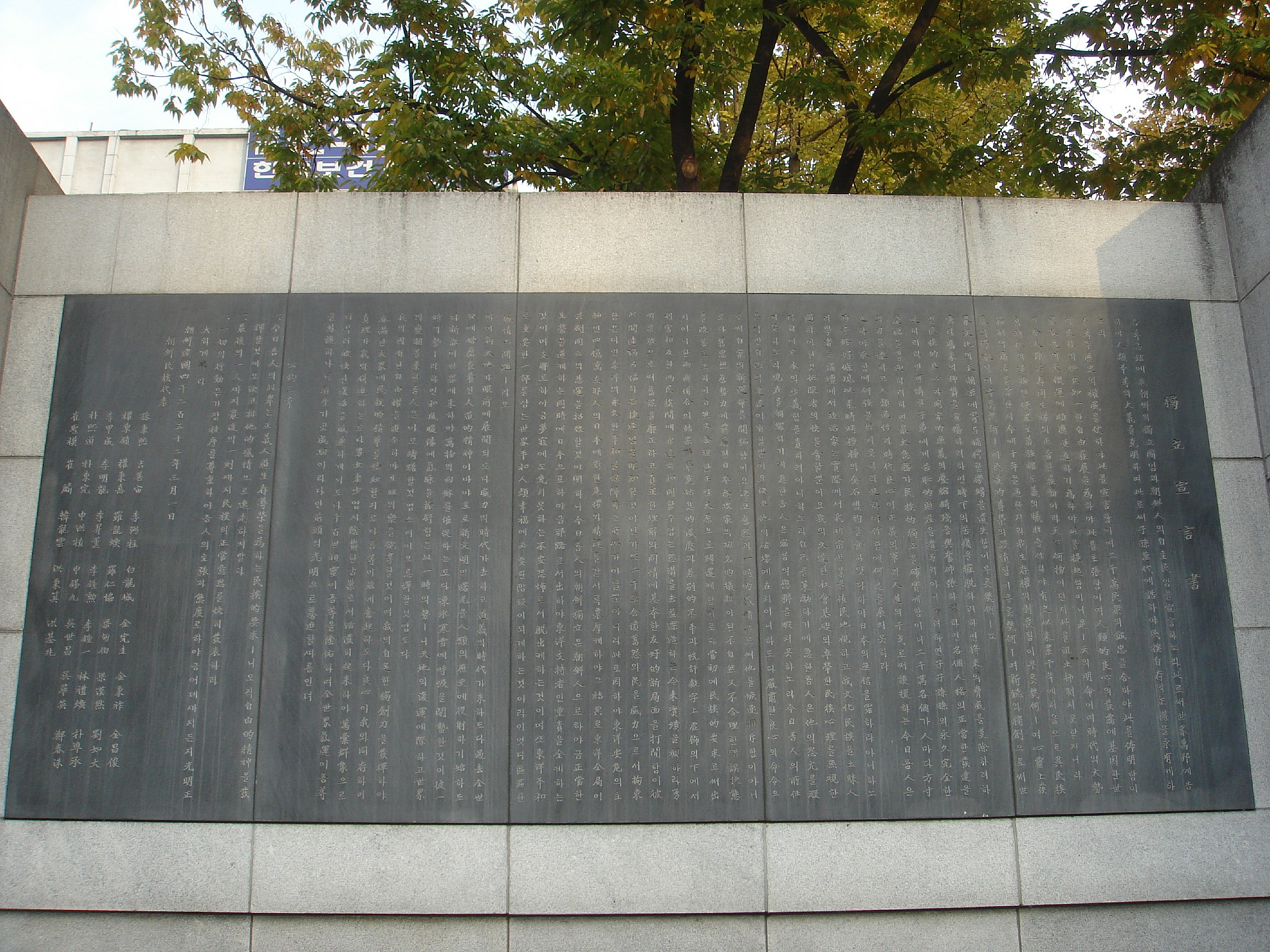
탑골공원에 설치된 3·1운동 기념비

조선을 강점한 일제는 조선인을 미개 민족시하여 무단 통치를 실시하고 토지조사사업을 추진하여 많은 농민들을 농토에서 내쫓는 등 갖은 수탈을 했다. 이에 조선인들은 제1차 세계 대전 직후 전개된 세계적인 민족해방운동의 조류에 편승하여 대규모 민족해방운동을 전개했다.
1919년 3월 1일 낮 12시 서울의 탑골공원에서 독립 선언서를 낭독하고 독립을 선언한 학생과 청년들은 수십만 명의 군중과 함께 "대한독립만세"를 외치며 온 거리를 휩쓸음으로써 3·1운동은 시작되었다. 한번 불붙은 만세 시위는 일제의 헌병 경찰의 무자비한 탄압 속에서도 삽시간에 전국 방방곡곡 퍼져나갔고, 간도·시베리아·연해주·미주지역까지 퍼져나갔다.
200만 명이 넘는 민중이 참여하여 약 2개월에 걸쳐 투쟁하는 동안에 232개의 부·군 가운데 229개의 부·군에서 시위와 무력항쟁이 일어났고, 1,491건의 시위를 벌였으며 160개가 넘는 일제 통치기관을 파괴했다. 그러나 4월 말에 접어들면서 일제의 집단학살·살인·방화·고문 등 무력 탄압으로 3·1운동은 차츰 사그라졌다.

### 1920년대의 민족해방운동

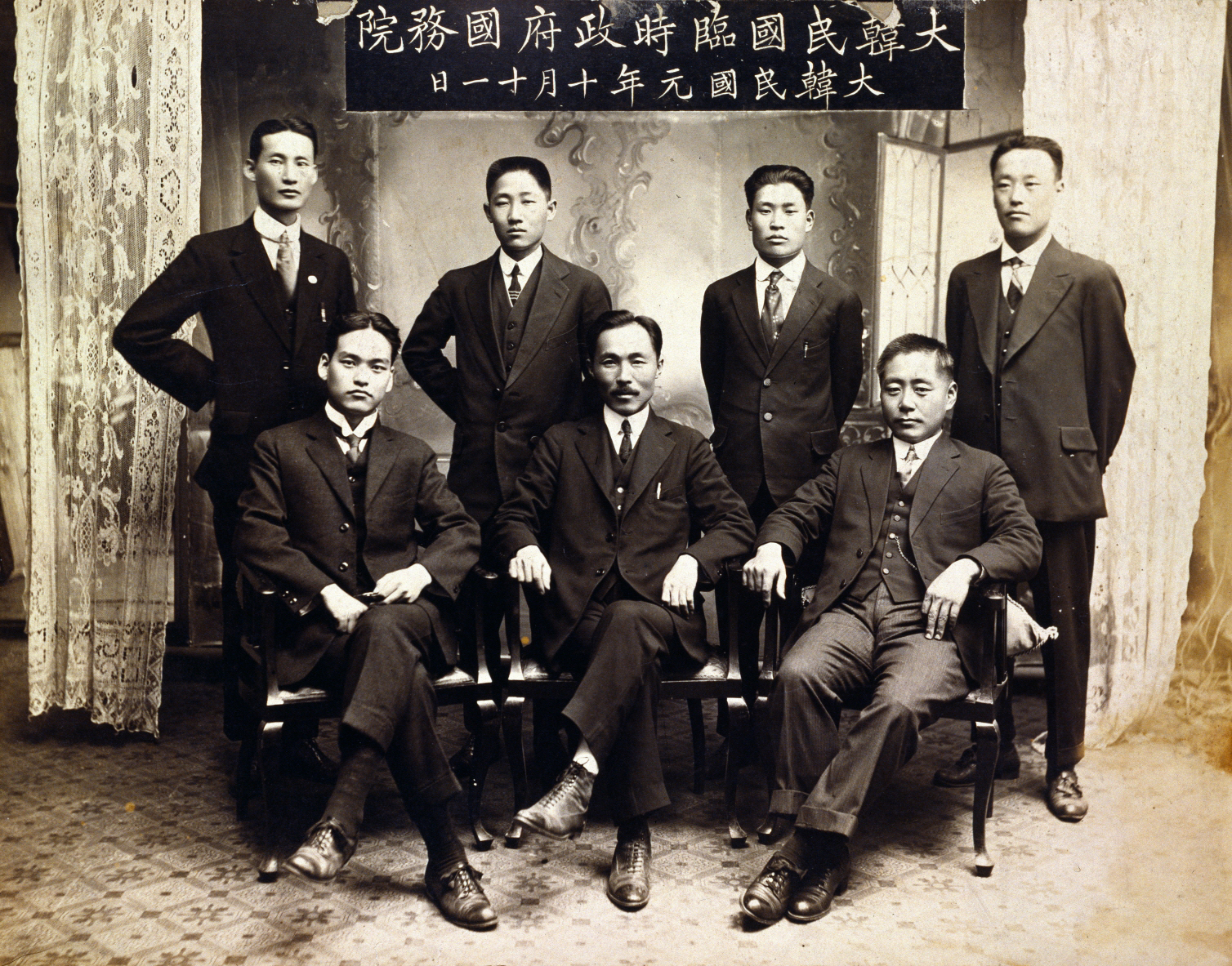
대한민국 임시정부 국무원 기념 사진(1919년 10월 11일) 앞줄 왼쪽부터 신익희, 안창호, 현순. 뒷줄 김철, 윤현진, 최창식, 이춘숙.

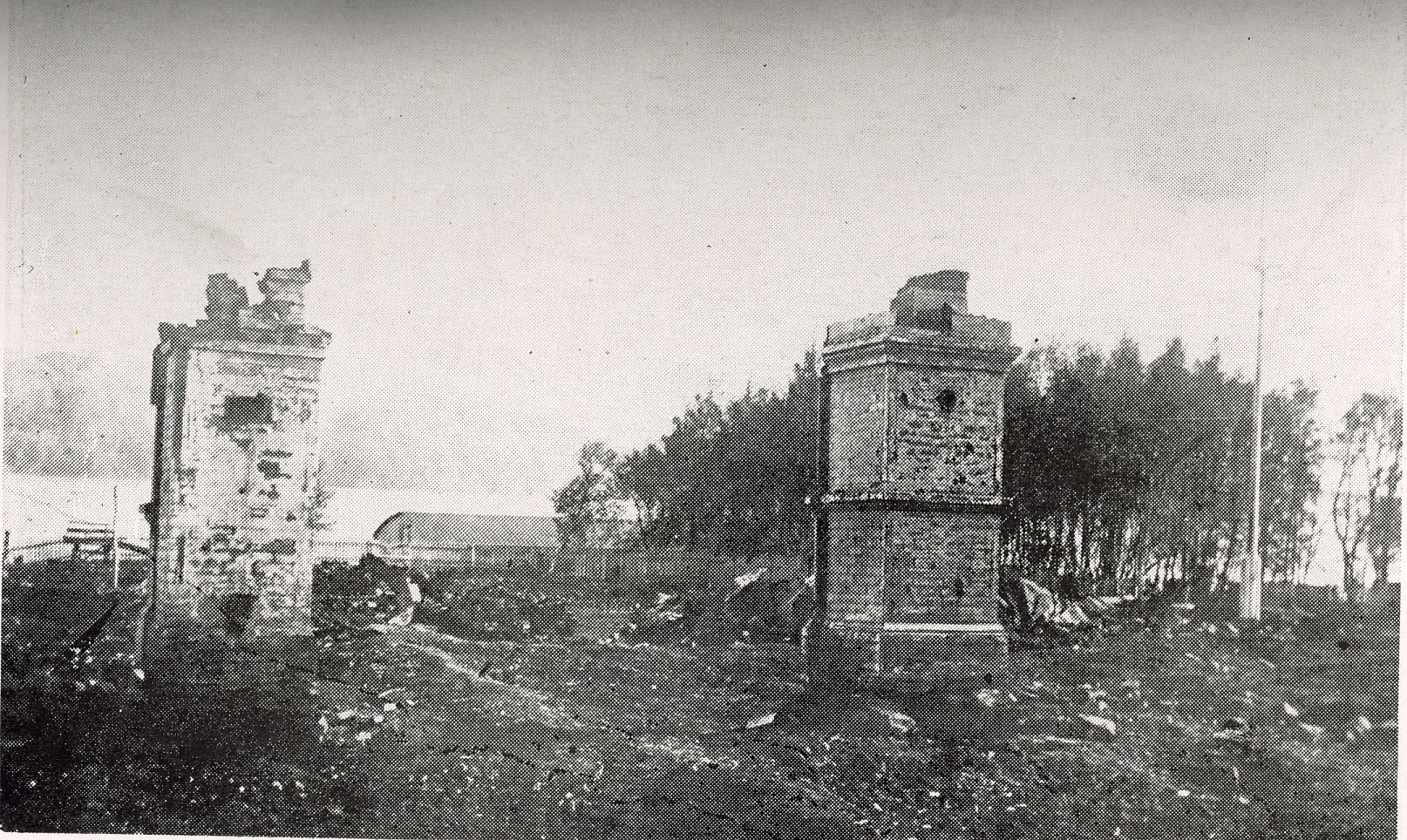
니콜라옙스크 일본 영사관의 불탄 자리 1920년 6월

3·1 운동을 계기로 독립운동가들은 독립 운동의 구심점이 필요하다고 느꼈다. 그에 따라 각 지역에 존재한 망명정부의 통합을 필요성이 제기되었다. 그에 따라 연해주의 대한국민의회, 한반도의 한성임시정부, 상해의 상해임시정부 등이 한민족의 광복의지를 담아 1919년 4월 11일 중국의 상하이(上海)에서 대한민국 임시정부를 발족시켰다. 대한민국 임시정부는 13도 대표회의로 결성된 한성정부의 법통을 이어 정부가 수립되었다. 정부가 수립된 상하이는 프랑스 조계지로서 당시 세계의 외교의 각축장이었는데 1차 대전 이후 각종 국제회의에 영향을 받아 외교적으로 독립을 할 수 있다는 입장에서 상하이에 기반을 두었다.
임시정부는 초반 대통령제를 표방하였으며, 초대 대통령은 이승만이었다. 이승만은 외교론자로 외교로서 독립을 이루고자 하였다. 임시정부는 1919년 파리 강화회의나 1921년 워싱턴 회의에 대표를 파견하여 독립을 호소했으나, 이미 식민지 지배를 하고 있는 열강의 냉담한 반응으로 전혀 성과를 거두지 못했다. 외교활동에 소득이 없고, 특히 외교론의 이승만의 이러한 위기 속에서 청원한 위임 통치 청원서가 임시정부에 알려지자 임정의 독립운동가들은 새로운 길을 모색하기 위해 국민대표회의를 개최하였다. 그러나 이 회의서 실력양성을 주장하는 개조파와 무장투쟁을 주장하는 창조파가 대립하였는데, 결국 합의점에 이르지 못한 채, 대부분의 임정의 독립운동가들이 이탈하게 되었다. 이 이후 항일운동에서 민족의 대표기관이었던 임시정부는 일개 단체로 전락한 체, 이후 김구의 활약으로 부활하기까지 오랜시기가 걸렸다.
한편 간도와 만주 연해주의 조선 동포들을 기반으로 조직된 항일무장단체들은 3·1운동을 계기로 평안북도 갑산·함경남도 혜산 일대와 압록강과 두만강을 중심으로 한 국경 지방에서 격렬한 무장투쟁을 벌였다.
1920년 3월 12일에는 니콜라옙스크 사건으로 독립군과 붉은 군대는 일본군과 하얀 군대를 전멸시켰다. 일제는 국경 지방의 독립군을 뿌리 뽑지 않고서는 조선을 지배할 수 없다고 판단하고 대규모로 군대를 동원하여 독립군 토벌에 나섰다. 이때 홍범도 부대는 북간도 왕청현 봉오동에서 매복하고 있다가 쳐들어오는 일본군을 전멸시켰다(1920년 6월). 또 김좌진(金佐鎭)과 홍범도 등이 지휘하던 독립군 연합부대도 작전상 후퇴를 거듭하면서도 북간도 화룡현 청산리에서 매복하여 일본군 1,500여 명을 살상하는 전과를 올렸다. 일본군은 이에 대한 보복으로 간도에서 약 5,000명에서 수 만명에 이르는 한국 민간인을 학살하는 간도참변을 일으켰다. 독립군은 결국 일제의 토벌에 밀려 소련으로 들어갔는데, 여기서 각 부대들은 대열을 정비하기도 전에 독립운동의 주도권을 놓고 서로 대립했다. 1921년 6월 자유시 참변이 일어나 대오는 흩어지고 말았다.
이와 같은 공황 속에서도 노동쟁의·소작쟁의·학생운동·사상운동 등 일련의 항일투쟁은 꾸준히 전개되었고, 이 시기에 한반도에서는 6·10 만세 사건(1926년)과 3·1운동 이래 최대의 항일 운동인 광주 학생 항일 운동(1929년 11월 3일)이 일어나 일본에 일격을 가했다. 또한 만주지방에서는 유망민중이 교민회를 조직하여 자활을 모색하였으며, 많은 독립운동단체가 조직되어 조선 내외에서 일본 요인의 암살, 파괴활동을 적극적으로 펴나갔다.

### 계급투쟁
3·1운동을 거치면서 크게 각성한 노동자·농민들에 의해 계급투쟁이 급격히 발전했다. 1921년 9월 부산의 부두노동자 5,000여 명의 총파업투쟁, 1923년 8월 평양의 양말공장노동자 2,000여 명의 파업, 1923년 9월부터 1년이 넘게 전개된 전라남도 신안군 암태도(현재 전라남도 신안군 암태면)소작농민의 지주를 상대로 한 투쟁, 1929년 1월부터 3개월 동안 계속되었던 원산 총파업, 그리고 1930년 1월 3,000여 명의 여성노동자들이 1개월 동안 전개했던 부산 조선방직 파업투쟁 등이 대표적인 투쟁이었다.
이러한 노농투쟁은 점차 폭력화되어 1930년 5월 함경남도 신흥의 장풍탄광 노동자 300여 명은 노동조합의 설립을 방해하는 일본인 자본가와 경찰의 노동운동 탄압에 맞서 탄광 시설과 사택을 부수고, 총을 쏘며 달려드는 경찰에게 도끼·망치·곤봉으로 맞서 육박전을 벌였다. 1930년 7월 함경남도 단천의 2,000여 명 농민들이 일제의 산림정책을 반대하여 군청을 포위·습격했다가 여러 명이 경찰의 총탄에 맞아 목숨을 잃기도 했다. 이러한 노동자·농민들의 계급투쟁은 생존권 확보에서 출발한 민중의 투쟁이었지만, 일제의 식민지 착취와 지배구조를 반대하는 항일의 성격을 띤 민족해방운동의 일환이었다.

### 신간회의 결성과 활동

1927년 2월 14일, 신간회 창립 모습.

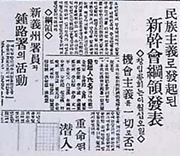
1927년 2월 14일자 조선일보에서 신간회 창립을 보도하는 기사.

1920년대에는 러시아 볼셰비키 혁명의 영향으로 사회주의 사상이 한반도에 널리 퍼져 서울청년회·신사상연구회·북풍회 등 사회주의 사상단체가 대거 조직되었다. 사회주의자들은 노동운동, 농민운동 등 민중들의 계급투쟁을 지도하는 한편, 민중의 이익을 대변하는 계급정당 건설에 힘을 기울여 1924년 조선노농총동맹과 조선청년총동맹을 결성했으며, 1924년 4월 조선공산당을 지하에서 결성함으로써 사회주의 운동은 더욱 활발하게 전개되었다.
중국에서 1차 국공합작이 이루어지고, 사회주의자들은 민족주의 계열 내에서 자치 운동을 주장하는 타협적 민족개량주의자가 분화되자, 비타협적 민족주의자들과 손을 잡고 1927년 2월 신간회를 결성했다. 신간회 결성 후 각 지방에서 신간회 지회가 잇달아 결성되었는데, 1928년 말에는 모두 143개의 지회가 조직되었으며, 회원 수는 2만 명에 이르렀다. 신간회 본부와 각 지회는 당시 활발하게 벌어지고 있던 갖가지 계급투쟁을 주도하거나 지원했다.
특히 1929년 11월 3일 광주에서 조선인 학생과 일본인 학생들 사이에서 일어난 충돌로 광주 학생 항일 운동이 터지자, 진상 조사단을 파견하고 서울에서 대규모 민중대회를 준비하여 전국적인 항일운동으로 발전시키고자 했다. 일제는 민중대회 사건을 빌미로 삼아 신간회의 핵심 간부 40여 명을 체포했다. 이때부터 신간회의 활동은 움츠러들었고, 1931년 5월 사회주의자들의 주도로 해소되었다.

### 근우회
1927년 조선에서는 여성운동 단체인 근우회가 건설되었다. 근우회는 계몽을 주장하는 기독교계와 계급투쟁을 주장하는 사회주의계의 대립이 있었지만, 남성이 여성을 지배하는 가부장주의적 사회구조로 차별과 억압을 받던 여성들이 자신들의 목소리를 내었다는 의미가 있는 단체였다.

### 혁명적 대중조직 건설운동
1930년대에 들면서 혁명적 노동 조합·농민 조합 운동이 활발히 일어났다. 노동 조합 활동가들은 경성트로이카 등 조직하여 지하에서 비합법적인 준비조직을 결성하고 표면으로는 합법적인 노동조합, 파업본부, 노동자 친목회 등을 결성하여 운동을 지도했다. 또한 공장신문·팜플렛·전단 등을 통해 노동자들에게 8시간 노동제, 최저임금제, 동일노동·동일임금을 선전하고 나아가 민족해방운동을 선동했다. 혁명적 노동조합운동은 공업 시설이 집중된 흥남·함흥·원산 일대에서 가장 활발하게 일어났다. 1931~35년까지 혁명적 노동조합운동을 하다가 일제 경찰에 체포된 사람의 수는 전국에 걸쳐 1,759명이나 되었다.
농민조합 운동가들은 농촌 내의 기존 청년동맹·여성동맹·소년동맹을 혁명적 농민조합에 편입해 각각 농민조합의 청년부·부녀부·소년부로 만들어 역량을 강화하는 한편 농민의 이익을 위해 투쟁했다. 혁명적 농민조합의 지도하에 농민들은 격렬한 반일 민족해방운동을 전개했는데, 특히 함경북도 명천의 농민들은 동과 면마다 계엄대·동지탈환대·규찰대·연락대 등을 조직하고 일제의 폭력에 맞서 싸우는 등 투쟁을 대중적 폭동으로 발전시켜 나갔다. 혁명적 농민조합은 전국 70여 개 군에 조직되었고, 1931~35년에 경찰에 적발된 혁명적 농민 조합 사건은 43건, 검거된 사람은 4,121명에 이르렀다. 중일전쟁이 일어난 뒤 더욱 엄혹해진 상황에서도 혁명적 농민 조합 운동은 비밀리에 계속되었다.

### 임시정부의 활동
대한민국 임시정부 주도하의 독립 운동은 1920년대 중반 대체로 침체되었으나, 김구의 주도하에 다시 활발하게 진행되었다. 김구는 1932년 1월 8일 이봉창을 시켜 일왕을 암살하려하였으나 실패하였다. 그러나 이 사건으로 해외의 동포들이 격려 편지와 자금을 보내왔다. 김구는 이덕주와 유진식에게 일본 총독의 암살을 지시하여 본국으로 보냈다. 또한 윤봉길은 일본 천황의 생일연(천장절(天長節)) 겸 상하이 사변 전승 기념 행사에서 단상 위 일본 수뇌부들을 향해 수통폭탄을 투척하여 일본 제국의 주요 인사들을 처단하는데 성공하였다. 이후 두 사건의 주모자로 수배된 김구는 숨어다녀야 했으나 난징으로 거처를 옮긴 국민당 정부는 이러한 사건들로 임시정부를 협력 대상으로 생각하였고, 김구를 보호하였다. 일본의 영향력하에 들어간 상해에서 피신하여 1933년에는 장제스와 항일전선협력에 합의하였다.
이 무렵에 양기탁이 1933년 10월 국무령에 선출되어 1935년 10월까지 재직한다. 그러나 일본군이 중국을 침공함과 함께 임시정부는 상하이를 탈출해야 하는 상황에 이르러 난징과 창사를 거쳐 1940년에는 충칭(重慶)으로 그 본거지를 옮기게 된다. 충칭에서 국민당과 미국의 도움을 얻어 1940년 9월 17일 한국 광복군 총사령부를 창설하고, 제2차 세계 대전이 태평양 전선에서 확대된 1941년 12월 10일에는 연합군에 가담해 일본에 대해 선전포고를 발표하지만, 본국 탈환 작전의 준비 중에 일본의 항복을 맞이하게 된다.

### 항일무장투쟁과 민족의 해방
한국의 독립운동에서 독립 전쟁이라 부를 만큼 항일무장투쟁이 활발했던 시기를 보면, 구한말의 의병 전쟁, 1910년대 국내 대한광복회와 조선국민회의 활동 및 국외 독립군 기지 개척과 독립전쟁의 준비체제 구축, 1920년대 만주와 연해주에서 전개된 독립군의 독립 전쟁, 1930년대 후반 만주에서 조국광복회 등의 보천보 전투를 비롯한 독립 전쟁, 1940년대 중국 관내에서 전개된 한국 광복군과 조선의용군의 독립 전쟁 등이 대표적인 것이었다.

#### 일제말기 국외 독립운동

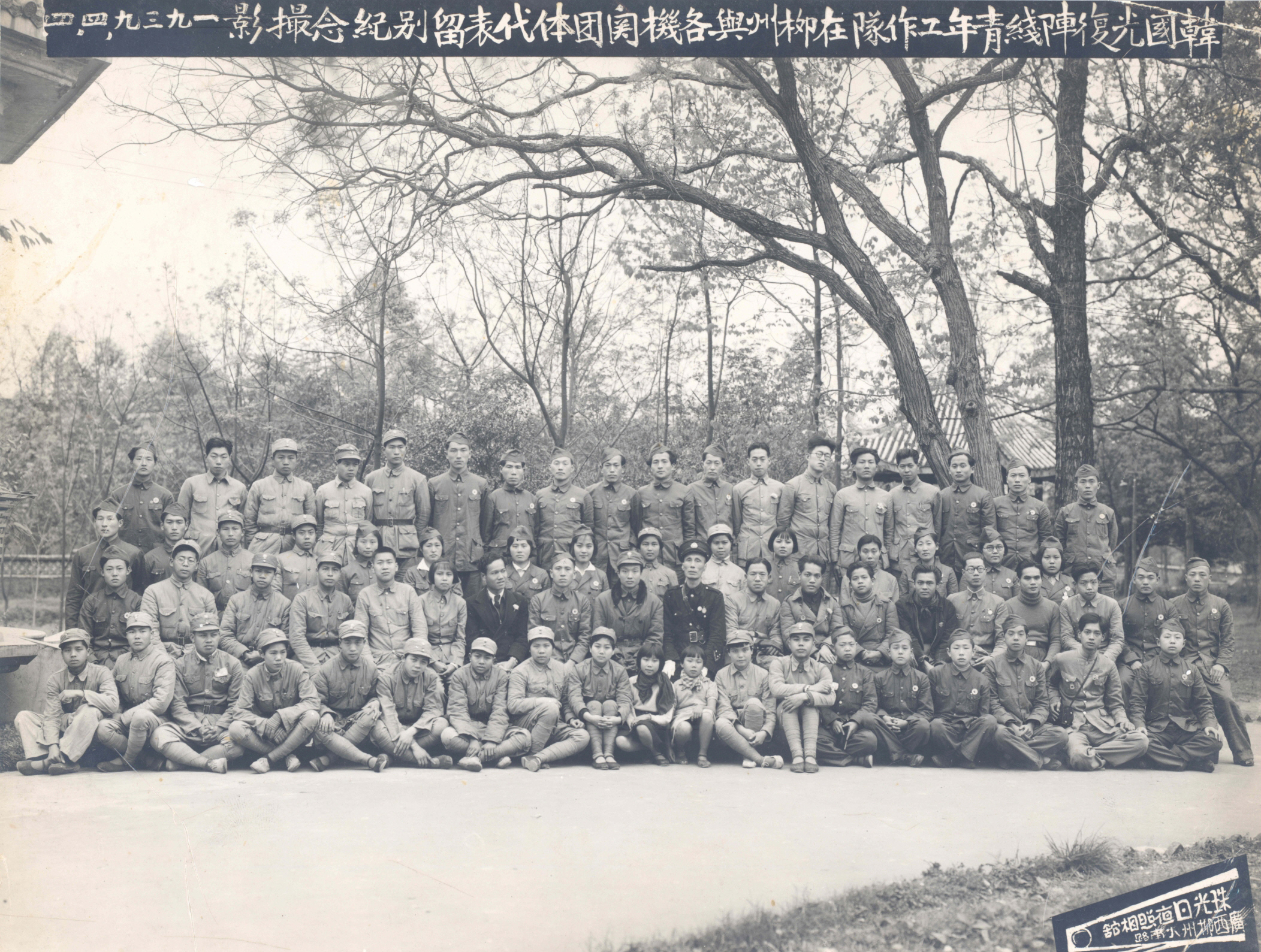
광복군 청년공작대.

일제가 1931년 9월 만주사변을 일으켜 만주국을 건국하자, 만주에 있던 조선인들은 즉각 무장을 하고 일본군에 맞서 싸웠다. 먼저 양세봉(梁世鳳)·지청천(池靑天) 등 민족주의자들이 이끌었던 조선혁명군과 한국독립군은 중국인들과 손을 잡고 치열하게 저항했으나, 일제의 집중적인 공격을 받아 차츰 만리장성 이남의 중국으로 후퇴하고 말았다. 한편 사회주의자들은 1932년 봄에 조선인이 많이 살고 있던 동만주를 중심으로 여러 지역에서 유격대를 결성하고 반일 투쟁에 나섰다.
중국 관내에서는 1937년 중일전쟁이 일어나자, 김원봉(金元鳳)·윤세주(尹世胄)·한빈(韓斌)·김학무(金學武) 등 130여 명이 중국 국민당으로부터 공식적인 지원과 도움을 받아 1938년 10월 조선의용대를 창설했다. 조선의용대는 중국군을 도와 일본군 포로 심문 대적 심리전, 적후방에서 벌이는 첩보 및 공작활동에 종사했다. 조선의용대의 주력 부대는 1941년 봄에 황허 강(黃河)을 건너 조선인이 많이 사는 화베이(華北)지방으로 활동무대를 옮겼다. 의용대원들은 이곳에서 팔로군과 협력하여 호가장 전투, 반소탕전 등 여러 전투에 참가하여 크게 활약했다.
한편 중일전쟁 발발 후 일본군에 쫓겨 자싱·항저우·창사 등지로 전전하던 대한민국 임시정부는 1940년 충칭에 안착했는데, 그 해 9월 17일 간부 12명으로 한국 광복군을 창설했다. 광복군은 1942년 화베이로 가지 않은 조선의용대의 잔류부대를 흡수하여 대열을 늘리는 한편, 1943년 8월 구(舊) 조선의용대원 출신 광복군 8명을 선발대로 심리, 선전전 특수요원을 인도, 버마 전선에 파견해 영국군을 도와 태평양 전쟁에 참전했다.
그리고 중국 주둔 미국 전략첩보기관인 OSS와 합작하여 조선 진입작전을 추진했다. 광복군과 OSS 사이에 "광복군 대원들을 선발하여 첩보훈련을 실시하고 이들을 한반도에 침투시켜 적 후방 공작을 전개한다."는 내용의 '독수리작전(Eagle Project)'을 매개로 하여 1945년 5월부터 4개월 과정으로 훈련이 실시되었던바, 이무렵 서안에 있던 제2지대와 부양에 있던 제3지대가 훈련을 받아 제1기생 훈련이 8월 4일 완료되었다. 그러나 뜻밖에도 일제가 일찍 항복하여 조선 진입작전이 좌절되었다.

#### 1940년대 조선에서의 독립운동

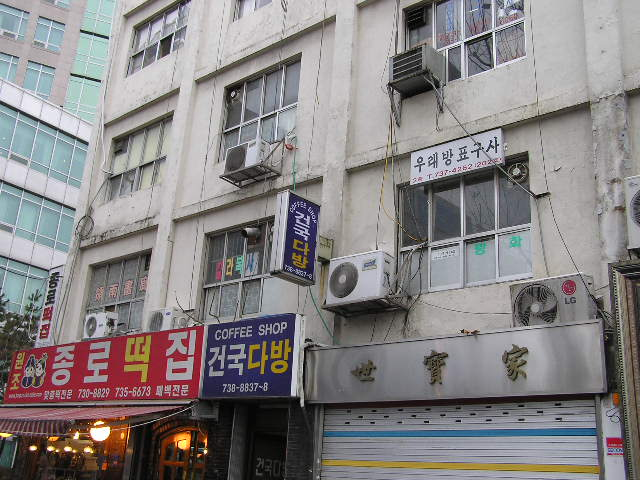
서울 종로구 낙원동의 건물. 이 건물은 1944년 8월 10일, 여운형을 중심으로 조직된 지하 비밀 결사 독립운동 단체인 건국동맹이 결성되었던 곳이었다.

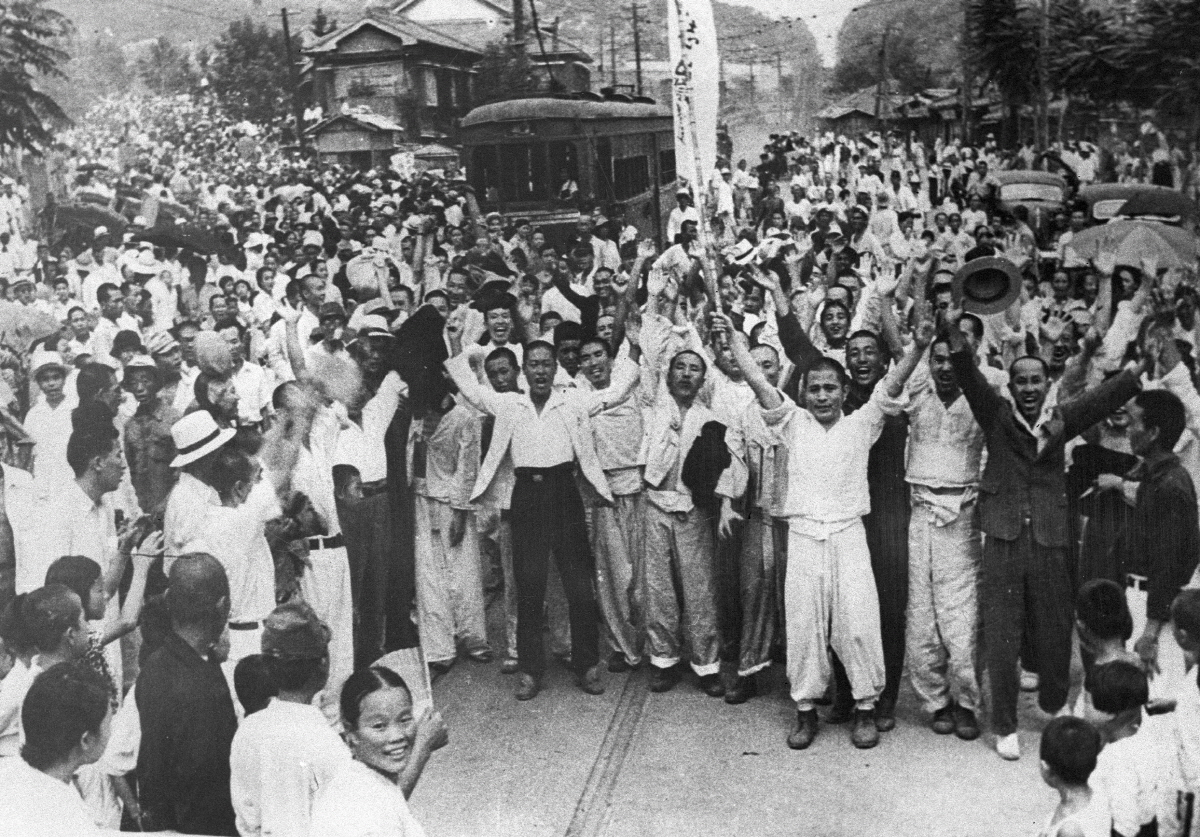
8월 16일 오전 9시 마포형무소앞

1930년대 중후반 중일전쟁과 수양동우회 사건 등을 계기로 민족주의자와 사회주의자들등 수 많은 독립운동가들 가운데 전향서를 쓰거나 변절자가 속출했다. 1939년 10월 말경 일제 경찰에게 요시찰, 요주의 인물로 등재된 인원은 약 7600여명에 달했는데 그 중 전향자는 3076명으로 약 40%를 차지했다. 비전향자는 23%인 1765명에 불과했고 나머지는 심경불명으로 구분되었다.
이러한 상황속에서도 1930년대 후반으로 갈수록 한반도의 반일운동은 민족주의자들의 비중이 커져가는데, 이는 1940년대에도 나타났다. 당시 사상범 검거 상황을 보면 1941년 경우 공산주의자들이 전년이 668명에서 대폭 줄어 158명인데, 민족주의자는 72명 ~ 176명으로 늘었다. 이무렵 일제는 전시체제였고 거의 모든 분야에 발악을 하고 있었던 시기였다. 수 많은 이들이 강제 징집, 징용 등등 끌려가는데도 불구하고 유언비어 유포, 태업, 공출 기피, 징용 및 학병 기피 거부 등등 소극적인 반일 움직임이 곳곳에서 펼쳐졌다.
건국동맹은 1944년 8월 10일, 여운형, 조동호 등을 주축으로 결성되었다. 건국동맹의 강령은 간략했다.
#각인각파를 대동단결하여 거국일치로 일본 제국주의 제 세력을 구축하고 조선민족의 자유와 독립을 회복할 것.

1. 반추축 제국과 협력하여 대일 연합전선을 형성하고 조선의 완저한 독립을 저해하는 일체 반동세력을 박멸할것.
2. 건설부면에 있어 일체 행위를 민주주의적 원칙에 의거하고 특히 노동대중의 해방에 치중할 것.

중앙조직과 지방조직을 세우면서 건국동맹은 치안대와 군사단체 조직, 국외 독립운동 단체와의 제휴 활동을 벌였다. 조동호 등으로 군사위원회 조직하여 후방 교란 활동을 벌이게 하였고, 박승환 등 만주군 장교들을 규합했으며 북경을 거점으로 하여 화북 조선의용군과 연결했고, 충칭 임시정부와도 연락하고자 했다.
이어 1944년 10월에는 농민동맹이 조직되었는데, 이 조직은 건국동맹의 우군이었다. 여운형은 학생, 교사, 철도원, 여성 등도 조직하였고, 징용, 징병 거부자들의 조직에 관여하였으며 공산주의자들과도 연결되어 있었다.
1944년 말~1945년 초에 이르러 조선건국동맹·공산주의자협의회·자유와독립그룹·경성콤그룹 세력 등이 무장투쟁을 위해 비밀연락·연대를 활발히 벌였다.— 정병준, 한국독립운동의 역사 : 광복 직전 독립운동세력의 동향, 2008

8월 15일 아침 조선총독부 요청에 따라 엔도 류사쿠 정무총감을 만난 여운형은 5가지 조건을 요구 하였고, 엔도 정무총감은 상황이 상황인지라 여운형의 5가지 요구를 들어주지 않을 수 없었다. 그리고 다음 날부터 전국의 옥문이 열리고 정치범(독립운동지사들)이 석방되었다.
건국동맹은 1945년 8월 15일 해방 직후 기구를 확대 개편하여 건국준비위원회로 발전하게 된다. 1945년 8월 15일 일본의 패전으로 해방이 되면서 일본과 식민지 주종관계를 완전히 청산하고, 한국의 모든 독립 운동도 막을 내리게 되었다.

#### 1940년대 일본에서의 독립운동
1942년 이홍장 등 중학교 학생들이 조직한 지하단체 일진회를 조직하여 활동하였다. 만주로 망명하려다 적발되어 체포된 이홍장은 1944년 6월 대구지방법원에서 치안유지법 및 육군 형법 위반 혐의로 5년형을 선고받고, 소년원에서 복역 중 형집행정지로 석방되었지만, 정체 모를 주사 등 고문 후유증으로 8·15 광복을 3일 앞두고(1945년 8월 12일) 순국했다.

## 같이 보기
- 한국의 역사
- 일제강점기
- 의병

## 참고 자료
- 이 문서에는 다음커뮤니케이션(현 카카오)에서 GFDL 또는 CC-SA 라이선스로 배포한 글로벌 세계대백과사전의 "《한국의 항일 독립 운동》" 항목을 기초로 작성된 글이 포함되어 있습니다.